# Wallace Beery
Wallace Beery (1 de abril de 1885 — 15 de abril de 1949) foi um ator norte-americano, vencedor do Oscar de melhor ator.

## Biografia
Wallace Beery é mais conhecido por sua interpretação de Bill em O Lírio do Lodo (1930), contracenando com Marie Dressler, como Long John Silver em A Ilha do Tesouro (1934), como Pancho Villa em Viva Villa! (1934), e seu papel titular em O Campeão (1931), pelo qual ele ganhou o Oscar de Melhor Ator. Beery apareceu em cerca de 250 filmes durante uma carreira de 36 anos. Ele era o irmão do ator Noah Beery e tio do ator Noah Beery Jr.
Por suas contribuições para a indústria cinematográfica, Beery foi postumamente introduzido na Calçada da Fama de Hollywood com uma estrela na categoria cinema em 1960. Sua estrela está localizada no 7001 Hollywood Boulevard.